# Trần Đức Anh Sơn

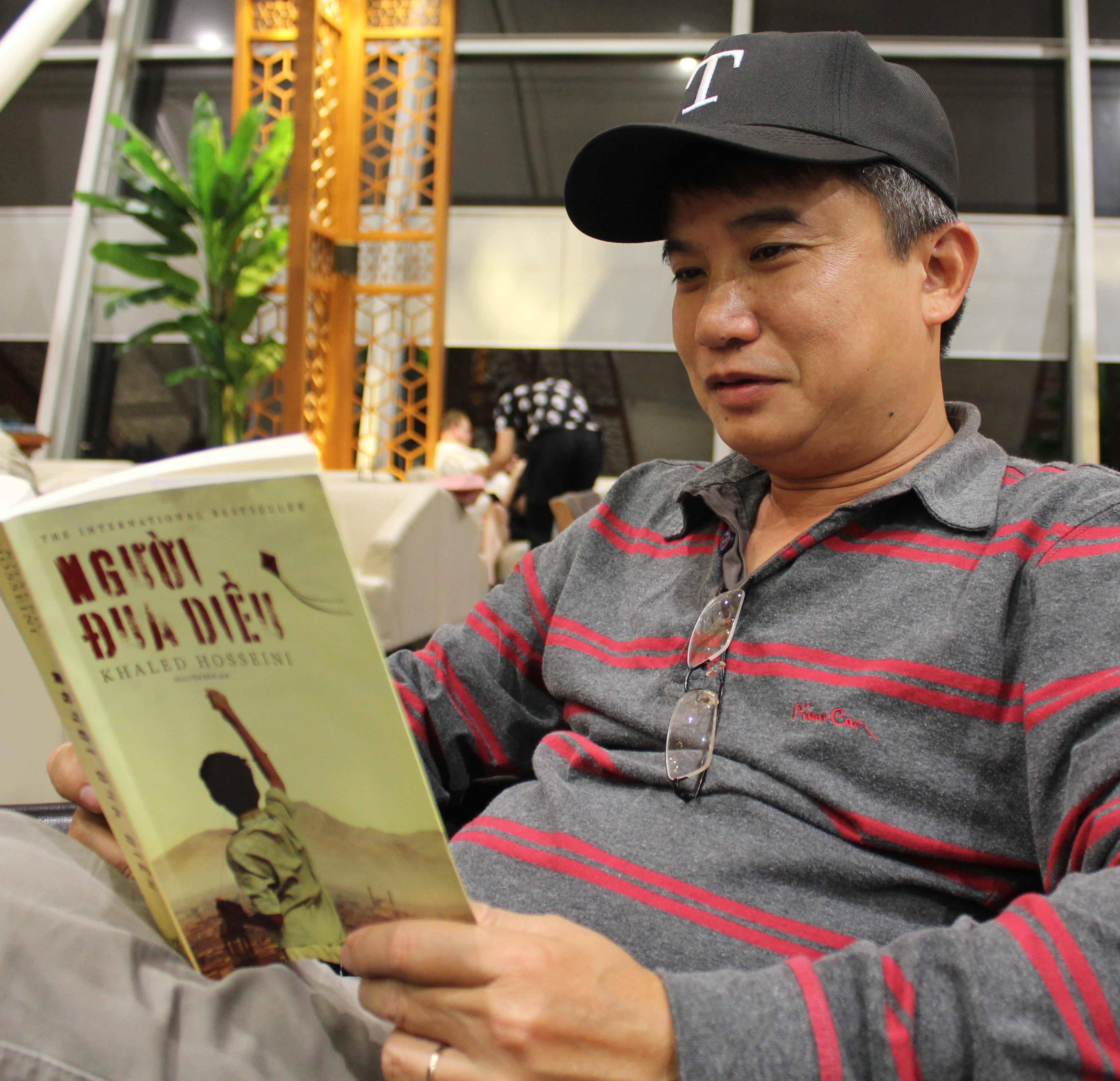
Trần Đức Anh Sơn năm 2017.

Trần Đức Anh Sơn (sinh ngày 16 tháng 9 năm 1967 tại Huế) là nhà nghiên cứu trong lĩnh vực sử học, khảo cổ học, văn hóa học... ở Việt Nam. Ông là chuyên gia trong lĩnh vực gốm sứ cổ, vương triều Nguyễn và văn hóa Huế.
Trần Đức Anh Sơn còn được nhiều người biết đến với các công trình nghiên cứu về chủ quyền của Việt Nam đối với hai quần đảo Hoàng Sa và Trường Sa và tranh chấp chủ quyền ở Biển Đông; đã xuất bản nhiều bài viết và sách chuyên khảo trong lĩnh vực này. Ông được The New York Times mệnh danh là "Người săn bản đồ chủ quyền" trong một phỏng vấn của tờ báo này với ông vào năm 2017.

## Lịch sử
Ông Trần Đức Anh Sơn sinh ngày 16 tháng 9 năm 1967 tại Huế (quê gốc ở xã Phong Bình, huyện Phong Điền, tỉnh Thừa Thiên (nay là tỉnh Thừa Thiên Huế). Ông là con trai đầu trong gia đình có 4 anh em (3 trai, 1 gái).
Sau khi tốt nghiệp cử nhân Lịch sử chuyên ngành Dân tộc học trường Đại học Tổng hợp Huế vào năm 1989, ông được tuyển dụng vào làm việc tại Trung tâm Bảo tồn Di tích Cố đô Huế (từ tháng 2 năm 1990), lần lượt trải qua các công việc: thuyết minh viên tại quần thể di tích cố đô Huế (1990 - 1993); nghiên cứu viên tại Phòng Nghiên cứu - Hướng dẫn thuộc Trung tâm Bảo tồn Di tích Cố đô Huế (1993 - 1995); Phó Giám đốc Bảo tàng Mỹ thuật Cung đình Huế (1995 - 1999); Giám đốc Bảo tàng Mỹ thuật Cung đình Huế (2000 - 2007).
Trong 2 năm 1997 - 1998, ông nhận học bổng của Chính phủ Nhật Bản, sang Nhật tu nghiệp trong lĩnh vực Khảo cổ học và Quản lý di sản văn hóa tại thành phố Matsue, tỉnh Shimane (miền Trung Nhật Bản). Năm 1999, ông nhận học bổng của Korea Foundation sang Hàn Quốc tu nghiệp trong lĩnh vực Bảo tàng học tại Bảo tàng Cố cung Hàn Quốc ở Gyeongbokgung (Seoul) và Mỹ thuật châu Á tại Đại học Inha (Incheon), Hàn Quốc.
Năm 2002, ông tốt nghiệp Tiến sĩ Lịch sử chuyên ngành Khảo cổ học tại trường Đại học Khoa học Xã hội & Nhân văn Quốc gia - Hà Nội. Năm 2004, ông nhận học bổng DAAD của Cộng hòa Liên bang Đức, sang Đức tu nghiệp trong lĩnh vực Bảo tàng học tại Đại học Freie và Bảo tàng Dahlem ở Berlin, sau đó thì sang nghiên cứu chuyên sâu về Khảo cổ học và Bảo tàng học tại Bảo tàng Mỹ thuật Rennes theo một học bổng do Ban đối ngoại vùng Bretagne (Pháp) cấp. 
Tháng 1 năm 2008, ông rời Huế vào Hội An (Quảng Nam), nhận làm Trưởng khoa Việt Nam học tại trường Đại học Phan Châu Trinh; Từ tháng 1/2009, ông nhận công tác tại Viện Nghiên cứu Phát triển Kinh tế - Xã hội Đà Nẵng, cơ quan tham mưu các vấn đề chính sách văn hóa cho chính quyền Đà Nẵng. Tháng 8 năm 2009 ông được bổ nhiệm làm Phó Viện trưởng Viện này, kiêm Tổng biên tập tạp chí Phát triển Kinh tế - Xã hội Đà Nẵng (2009 - 2019). 
Từ ngày 1 tháng 4 năm 2019, ông là Đồng sáng lập kiêm Giám đốc điều hành Tao Đàn Thư Quán, một công ty chuyên xuất bản các loại sách về lịch sử, văn hóa, tư tưởng, có trụ sở tại thành phố Đà Nẵng. 
Từ tháng 10 năm 2021, ông kiêm nhiệm giảng viên của Trường Đại học Đông Á ở Đà Nẵng.
Ông Trần Đức Anh Sơn được dư luận biết nhiều vì mối quan tâm của mình tới chủ quyền biển đảo Việt Nam thông qua việc sưu tầm tư liệu và bản đồ cổ thể hiện hai quần đảo Hoàng Sa - Trường Sa là do các nhà nước Việt Nam trong lịch sử đã khai phá, chiếm hữu, xác lập chủ quyền trong hàng trăm năm qua, chưa từng là lãnh thổ của Trung Hoa, cho đến năm 1909, khi Nhà Thanh cử người ra thăm dò quần đảo Hoàng Sa, chính thức tranh chấp chủ quyền với Việt Nam.
Năm 2015, ông Trần Đức Anh Sơn đoạt học bổng Fulbright của Bộ Ngoại giao Hoa Kỳ, đến nghiên cứu tại Đại học Yale (bang Connecticut) trong 10 tháng, với tư cách là visiting scholar tại trường này, chuyên sưu tầm và khảo cứu các tư liệu về tranh chấp chủ quyền ở Biển Đông và quá trình xác lập và thực thi chủ quyền của Việt Nam hai quần đảo Hoàng Sa - Trường Sa từ thế kỷ XVII đến nay.
Ngoài ra, ông cũng xuất bản nhiều bài viết và sách chuyên khảo về đồ sứ do các triều đình Việt Nam ký kiểu tại Trung Hoa từ thế kỷ XVII đến đầu thế kỷ XX, cũng như các chuyên khảo về lịch sử văn hóa Huế và vương triều Nguyễn.
Hai tài khoản Facebook cá nhân (Anh Son Tran Duc va Tran Duc Anh Son) của ông có hơn 43.000 người theo dõi. Ông cũng thường xuyên chia sẻ các bài viết bày tỏ chính kiến quanh các vấn đề chính trị xã hội của đất nước.

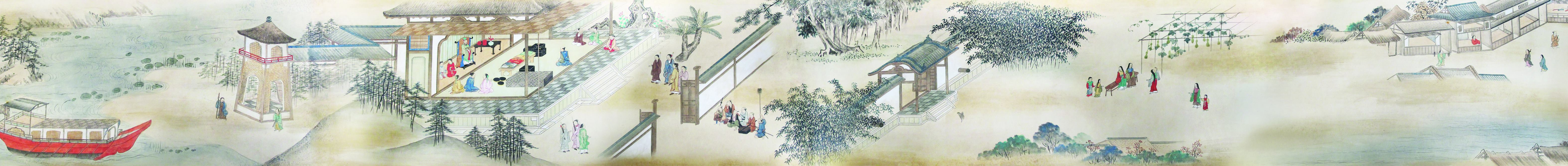
Nguyên bản bức Châu ấn thuyền Giao Chỉ độ hàng đồ quyển (thế kỷ XVII) do ông Trần Đức Anh Sơn chụp tại Bảo tàng Quốc gia Kyushu.

### Nghi án tiết lộ bí mật quốc gia
Năm 2003, chừng 4 tháng sau khi công bố luận văn tiến sĩ Đồ sứ Việt Nam ký kiểu tại Trung Hoa từ 1804 đến 1924 hiện tàng trữ tại Bảo tàng Mỹ thuật Cung đình Huế, ông Trần Đức Anh Sơn bị một đồng nghiệp tố cáo "tiết lộ bí mật quốc gia" (lời ông Sơn) trong luận án tiến sĩ của mình. Ủy ban Nhân dân tỉnh Thừa Thiên đã gửi công văn yêu cầu giám đốc Trung tâm Bảo tồn Di tích Cố đô Huế yêu cầu ông Trần Đức Anh Sơn giải trình sự việc. Cơ quan an ninh văn hóa ở tỉnh Thừa Thiên Huế đã điều tra trong mấy tháng trời nhưng không phát hiện sai phạm trong luận án tiến sĩ của ông. Tháng 11 năm 2003, luận án tiến sĩ của ông được Quỹ Giải thưởng Sử học Phạm Thận Duật và Hội Khoa học Lịch sử Việt Nam trao giải Nhì (không có giải Nhất)  cho luận án tiến sĩ Sử học xuất sắc của năm 2002 tại di tích Văn Miếu (Hà Nội). Sự kiện này khiến mọi nghi vấn tiêu tan.

### Vụ khiển trách ngôn luận
Ngày 29 tháng 1 năm 2018, Ủy ban Kiểm tra Thành ủy Đà Nẵng đã họp thi hành kỷ luật đối với ông Trần Đức Anh Sơn vì "viết và đăng tin bài trên mạng xã hội có nội dung sai sự thật, bịa đặt, không đúng với quan điểm của Đảng, pháp luật của Nhà nước" (lời ông Sơn) với hình thức "cảnh cáo". Ngay sau đó, sự kiện này được trang mạng weixin của Trung Quốc đăng bài viết  越南海专家被高调处分 凸显中越联手管控南海局势 (Chuyên gia Việt Nam về biển bị trừng phạt nặng nề, nêu bật sự hợp tác của Trung Quốc và Việt Nam về tình hình ở Biển Đông) tại website http://mp.weixin.qq.com.
Trên Facebook cá nhân, ông Trần Đức Anh Sơn đã đăng tải bài viết 'Đôi lời muốn nói' sau khi nhận quyết định kỷ luật. Trong bài viết này, ông Sơn không nói rõ bị kỷ luật vì những bài viết cụ thể nào, nhưng cho hay ông "nhận được yêu cầu giải trình" về những gì ông "viết trên Facebook trong ba năm qua", từ giữa tháng 11/2017 đến khi ông bị kỷ luật.

### Khai trừ khỏi Đảng
Ngày 5 tháng 3 năm 2019, Thành ủy Đà Nẵng quyết định khai trừ Đảng đối với ông Trần Đức Anh Sơn, với lý do: ông Sơn đã viết, đăng tin, bài sai sự thật, không đúng với quan điểm của Đảng, chính sách, pháp luật của Nhà nước trên mạng xã hội, vi phạm Điều 3, 4, Quy định số 47 của Ban chấp hành trung ương khóa XI về những điều đảng viên không được làm; vi phạm Quy định 5946 của Ban Thường vụ Thành ủy Đà Nẵng về trách nhiệm nêu gương của cán bộ, đảng viên, nhất là cán bộ lãnh đạo chủ chốt, người đứng đầu các cấp.
Tiến sĩ Mai Thanh Sơn (Viện Khoa học xã hội vùng Trung bộ, thuộc Viện Hàn lâm Khoa học xã hội Việt Nam) cho rằng "Việc khai trừ Đảng đối với Trần Đức Anh Sơn là một quyết định thiếu suy nghĩ. Nó giống như thả hổ về rừng, và nó góp phần bộc lộ bộ mặt hèn nhát của bộ máy cầm quyền mà Đảng đang đại diện".
Trả lời bạn bè trên Facebook, ông Sơn coi đây là "giây phút hạnh phúc" khi "được ra khỏi đảng cộng sản và tự do biểu đạt những gì mình muốn".

## Tác phẩm

### Ấn bản
- Đồ sứ Việt Nam ký kiểu tại Trung Hoa từ 1804 đến 1924 hiện tàng trữ tại Bảo tàng Mỹ thuật Cung đình Huế. Luận án tiến sĩ Khoa Lịch sử trường Đại học Khoa học Xã hội & Nhân văn Quốc gia - Hà Nội, 30 tháng 12 năm 2002.
- Cố đô Huế. Đẹp và thơ (Đồng tác giả). Chuyên khảo, Nhà xuất bản Thuận Hóa, 1992.
- Đồ sứ men lam Huế. Những trao đổi học thuật (Chủ biên). Chuyên khảo, Nhà xuất bản Thuận Hóa, 1997.
- Từ kinh đô Trà Kiệu đến cố đô Huế. Tập phóng sự, Hội Nhà báo Thừa Thiên Huế, 1997.
- Phong vị xứ Huế - Hue flavours (đồng tác giả Lê Hòa Chi). Biên khảo (song ngữ Anh - Việt), Nhà xuất bản Thuận Hóa, 1993; tái bản 6 lần trong giai đoạn 1993 - 2007.
- Huế - Triều Nguyễn. Một cái nhìn. Biên khảo, Nhà xuất bản Thuận Hóa, 2004; tái bản năm 2008 bởi Nhà xuất bản Văn hóa Thông tin và 2018 bởi Nhà xuất bản Thế Giới.
- Trò chơi và thú tiêu khiển của người Huế. Chuyên khảo, Nhà xuất bản Đại học Quốc gia Hà Nội, 2008; tái bản năm 2011 bởi Nhà xuất bản Văn hóa Thông tin và năm 2018 bởi Nhà xuất bản Dân Trí.
- Đồ sứ ký kiểu thời Nguyễn (song ngữ Anh - Việt). Chuyên khảo, Nhà xuất bản Đại học Quốc gia Hà Nội, 2008; tái bản năm 2018 bởi Nhà xuất bản Tổng hợp TPHCM.
- Rong ruổi thực lục. Tập du ký, Nhà xuất bản Lao Động, 2004; tái bản năm 2013 bởi Nhà xuất bản Văn Hóa - Văn Nghệ.
- Ngành đóng thuyền và tàu thuyền Việt Nam thời Nguyễn. Chuyên khảo, Nhà xuất bản Văn Hóa - Văn Nghệ, 2014; tái bản năm 2018 bởi Nhà xuất bản Dân Trí.
- Hoàng Sa - Trường Sa. Tư liệu và quan điểm của học giả quốc tế. (Chủ biên). Chuyên khảo, Nhà xuất bản Hội Nhà văn, 2014.
- Tư liệu về chủ quyền của Việt Nam đối với quần đảo Hoàng Sa. (Chủ biên). Chuyên khảo, Nhà xuất bản Văn Hóa - Văn Nghệ, 2014
- Kiểu Huế. Chuyên khảo, Nhà xuất bản Văn Hóa - Văn Nghệ, 2016; tái bản năm 2021 bởi Nhà xuất bản Tổng hợp Thành phố Hồ Chí Minh.

## Vinh danh
- Đoạt 20 giải báo chí của Hội Nhà báo Thừa Thiên Huế, của tỉnh Thừa Thiên Huế và của thành phố Đà Nẵng cho các bài viết về lịch sử, văn hóa, du lịch và bảo tồn trong các năm: 1993, 1994 (2 giải), 1995, 1996, 1998, 2001, 2005, 2006, 2007, 2008, 2009, 2010, 2011, 2014, 2015, 2016, 2017 (3 giải), 2018.
- Đoạt giải Nhì (không có giải Nhất), Giải thưởng Sử học Phạm Thận Duật do Hội Khoa học Lịch sử Việt Nam và Quỹ giải thưởng Phạm Thận Duật trao tặng vào năm 2003 cho luận án Tiến sĩ Lịch sử xuất sắc.
- Đoạt giải Nhì (không có giải Nhất), Giải thưởng Sáng tạo khoa học công nghệ tỉnh Thừa Thiên Huế năm 2007 cho công trình Xây dựng hồ sơ hiện vật và phần mềm quản lý hồ sơ hiện vật tại Bảo tàng Mỹ thuật Cung đình Huế (cùng các cộng sự ở bảo tàng này).
- Đoạt giải Đồng, Giải thưởng Sách hay năm 2009 do Hội Xuất bản Việt Nam trao tặng cho tác phẩm Đồ sứ ký kiểu thời Nguyễn (Song ngữ Việt - Anh) do Nxb Đại học Quốc gia Hà Nội xuất bản năm 2008.